# Matthew West

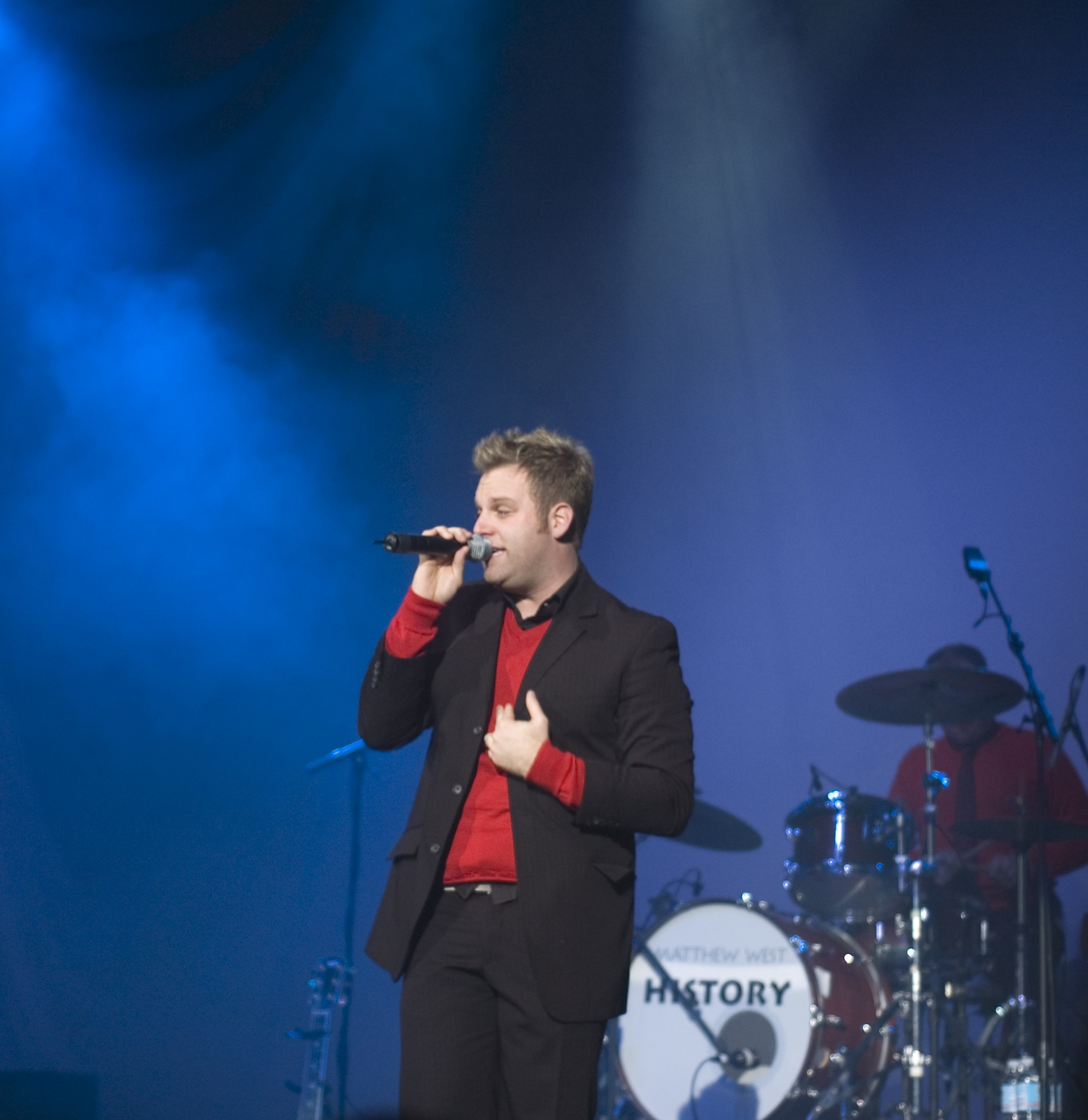
West in 2005

Matthew Joseph West (25 april 1977 ) is een Amerikaanse christelijke muzikant en acteur. West heeft negen albums uitgebracht en is onder andere bekend om zijn liedjes "More", "You Are Everything" en "The Motions". Voordat hij een contract tekende bij Universal South Records, had hij reeds onafhankelijk drie albums uitgegeven. In 2007 moest hij door problemen met zijn stem twee maanden stoppen met zingen.
In 2010 startte West het project: The Story of Your Life, waarbij hij fans uitnodigde om verhalen in te sturen. Hij ontving er ruim 10.000, van over de hele wereld. Hij gebruikte al het verzamelde materiaal voor zijn album Into the Light.
Naast zijn solocarrière heeft West ook gewerkt als songwriter voor veel christelijke musici en bands, zoals Point of Grace, Mandisa, Natalie Grant en Casting Crowns.

## Discografie
- September Sun (1997)
- Every Step of the Way (1998)
- Sellout (2002)
- Happy (2003)
- History (2005)
- Something to Say (2008)
- The Story of Your Life (2010)
- The Heart of Christmas (2011)
- Into the Light (2012)
- Live Forever (2015)
- All In (2017)
- Brand New (2020)